# Limnephilus pantodapus
Limnephilus pantodapus là một loài Trichoptera trong họ Limnephilidae. Chúng phân bố ở miền Cổ bắc.